# 暑中
暑中（しょちゅう）とは、（実態はともかくとして暦の上では）1年で最も暑さが厳しいとされる時期のこと。
暦の上では夏の土用の約18日間を暑中というが、実際には土用が明ける立秋以降も厳しい暑さが続き、これを残暑（ざんしょ）という。残暑は9月中旬ごろまで続くことが多く、むしろ暑中より残暑の期間のほうが長い。
暑中や残暑の期間に夏バテになる人も多く、土用の丑の日の鰻など、暑さを乗り切るための種々の食べ物が夏の風物詩となっている。

## 関連用語
- 暑中見舞い（残暑見舞い）
- 寒中